# 권오손
권오손 (한국 한자: 權五孫 , 1959년 5월 3일 ~ )은 대한민국의 전 축구 선수이자 현 축구 지도자이다.

## 선수 시절
포지션은 수비수였으며 1980년부터 1983년까지 서울시청에서 뛰었고 1983년에는 고양 KB국민은행에서 단 1경기를 뛰었다.
이후 1984년부터 1987년까지 FC 서울에서 리그컵을 포함해 56경기 1어시스트를 기록하면서 1985년 K리그 준우승, 1986년 K리그 우승 등에 기여했으며 1988년에는 울산 현대에서 3경기만 뛰다가 은퇴했다.
그리고 국가대표팀에서는 1979년부터 1982년까지 11경기를 소화했으며 1980년 AFC 아시안컵에 출전하기도 했다.

## 지도자 경력
선수 생활을 마감한 후 서울시청의 감독을 2003년까지 맡았으며 2007년부터 2015년까지 8년동안 브루나이의 각 연령대별 청소년 대표팀(U-17, U-19, U-21, U-23)과 성인대표팀을 번갈아 가면서 맡았고 특히 2012년 하사날 볼키아 트로피에서 개최국 브루나이를 우승으로 이끌었다.
그리고 2016년 브루나이 축구 국가대표팀의 감독으로 선임된 이후 열린 2016년 AFC 솔리대리티컵에서 브루나이를 4위로 이끈 뒤 잠시 물러났다가 2018년에 다시 브루나이의 감독직을 수행했으며 같은 해에 다시 브루나이 감독직에서 물러났다.

## 수상

### 클럽 (선수)
FC 서울
- K리그1 : 우승 (1985), 준우승 (1986)

### 국가대표팀 (선수)
대한민국
- AFC 아시안컵 : 준우승 (1980)

### 국가대표팀 (지도자)
브루나이 U-21
- AFF U-21 챔피언십 : 우승 (2012)

 브루나이
- AFC 솔리대리티컵 : 4위 (2016)